# La Reondina
La Reondina ist ein Weiler in der  Parroquia Villoria der Gemeinde Laviana in der autonomen Region Asturien in Spanien.

## Geographie
La Reondina ist ein Weiler mit 36 Einwohnern (2011). Es liegt auf 399 msnm. La Reondina ist 7,8 Kilometer von Pola de Laviana, dem Hauptort der  Gemeinde Laviana, entfernt. 
Das Straßendorf geht fließend in den Ort Reondo über. Es ist Ausgangspunkt für Wanderungen in den nahen Naturpark.

## Wirtschaft
Seit alters her wird Kohle und Eisen  in der Region abgebaut, heute baut noch die Tourismusindustrie daran auf. Die Land- und Forstwirtschaft prägt seit jeher die Region.

## Klima
Angenehm milde Sommer mit ebenfalls milden, selten strengen Wintern. In den Hochlagen können die Winter durchaus streng werden.